# Ратулутра Оскар Жанович-Беркманс
Оскар Жанович-Беркманс Ратулутра (нар. 14 квітня 1985, Донецьк, Українська РСР, СРСР) — футболіст, вихованець академії «Шахтар» (Донецьк), український тренер. Заслужений тренер України (2019). 

## Біографія
Проходив навчання в Училище Олімпійського Резерву ім. С. Бубки в місті Донецьк спеціалізація футбол, потім у вересні 1999 року був переведений в академію клубу «Шахтар» (Донецьк) , де переважно виступав в дитячо-юнацькій футбольній лізі України  . 
У 2006 році почав свою тренерську діяльність в академії «Шахтаря», відповідав за технічну підготовку вихованців  і був тренером молодших вікових груп дитячої академії    . У 2011 році успішно продовжив диплом УЄФА категорії «B», має ліцензію УЄФА категорії «А»  . Одними з його вихованців з якими Оскар працював в академії були Юхим Конопля, Валерій Бондар, Максим Чех   . 
У сезоні 2012/13 був переведений в професійну академію асистентом тренера команди U-16, а так само працює індивідуальним тренером зі старшими віками  . У травні 2013 року приїжджав в Казахстан з майстер класом з обміну досвідом в академію клубу « Кайрат » . Будучи тренером команди чотирнадцятирічних футболістів, неодноразово ставав переможцем дитячо-юнацької футбольної ліги України, в сезоні 2018/19 привів «Шахтар» U-14 до золота чемпіонату вже як головний тренер   . 
У червні 2019 року став асистентом головного тренера молодіжного складу  .

## Досягнення
- Заслужений тренер України (2019).[15]